# Alice Tegnér
Alice Tegnér ( PRONÚNCIA; Karlshamn, 1864 - Djursholm, 1943) foi uma compositora sueca, que escreveu algumas das mais conhecidas letras de canções infantis suecas.
Entre as suas letras mais conhecidas, estão Bä, bä, vita lamm, Mors lilla Olle e När Lillan kom till jorden. Tinha uma capacidade notável de apreender o mundo imaginário das crianças, vestindo-o em melodias de tons populares tradicionais.

## Trabalhos selecionados

### Canções infantis
- Asarumsdalen
- Baka kaka
- Borgmästar Munthe
- Bä, bä, vita lamm
- Dansa min docka
- Ekorrn satt i granen"
- Hemåt i regnväder (texto: Zacharias Topelius)
- I skogen
- Julbocken
- Kring julgranen
- Lasse liten (texto: Zacharias Topelius)
- Marschlek
- Skogsblommorna till barnen (texto: Elsa Beskow)
- Sockerbagare

### Outras músicas
- Var är den Vän, som överallt jag söker (texto: Johan Olof Wallin)
- Betlehems stjärna (Gläns över sjö och strand) (texto: Viktor Rydberg)
- Hell, vårt land!

### Outras obras
- Sonata para violino em lá menor